# Botschaft von Rumänien (Bonn)

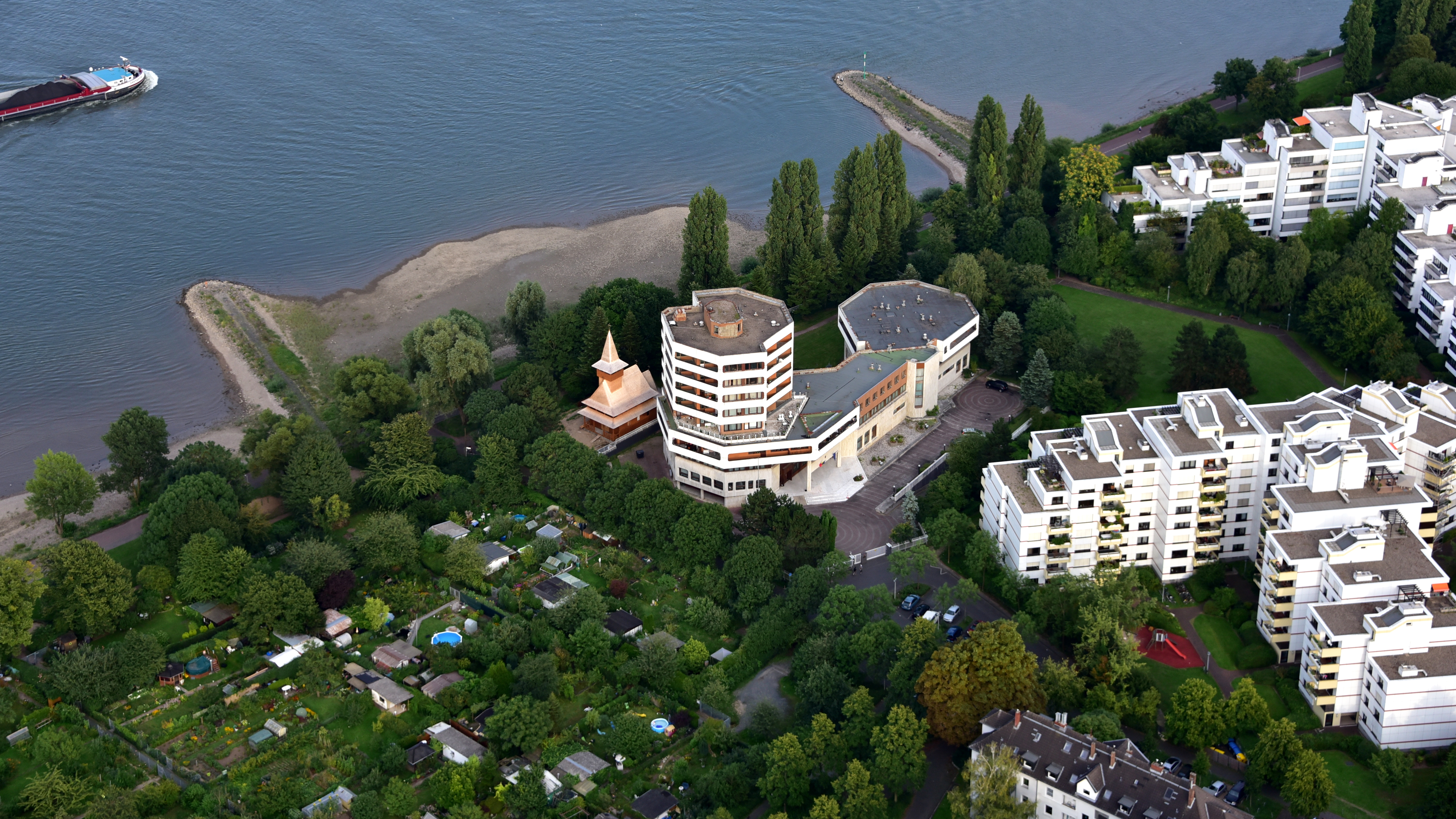
Generalkonsulat, Luftaufnahme (2017)

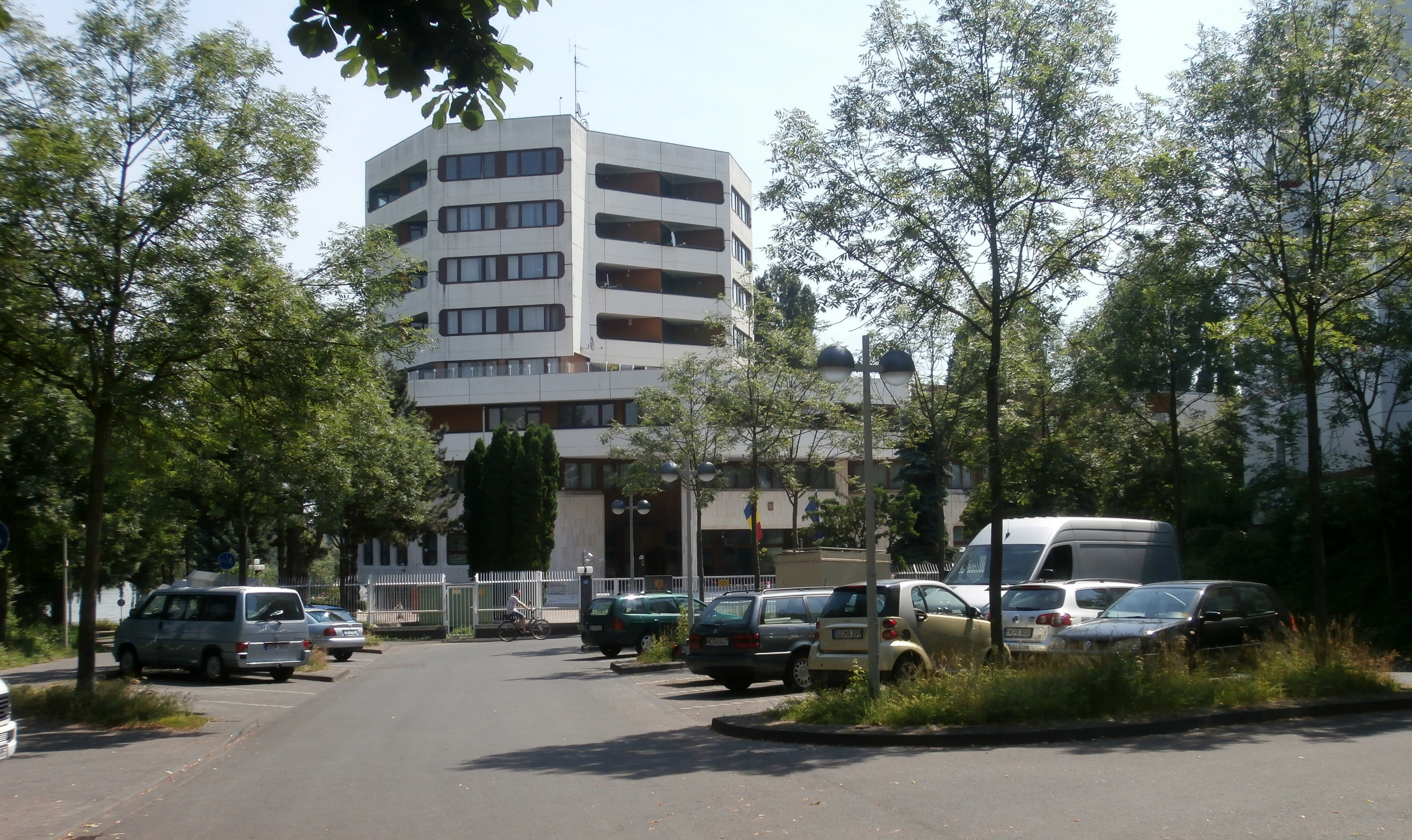
Generalkonsulat von Rumänien (2013)

Die Botschaft von Rumänien in der Bundesrepublik Deutschland (bis 1989 Sozialistische Republik Rumänien) hatte von 1984 bis 2000 ihren Sitz im Bonner Ortsteil Bonn-Castell (bis 2003 Bonn-Nord). Seit 2000 besteht dort ein rumänisches Generalkonsulat. Das ehemalige Botschafts- und heutige Konsulatsgebäude, fertiggestellt 1984, liegt am Ende des Legionswegs (Hausnummer 14) am Rheinufer oberhalb des Leinpfads.

## Geschichte
Nachdem Rumänien und die Bundesrepublik Deutschland auf Grundlage eines Vertrags vom 31. Januar 1967 diplomatische Beziehungen aufgenommen hatten, eröffnete Rumänien eine Botschaft am Regierungssitz Bonn. Die Kanzlei der Botschaft war zunächst im Kölner Stadtteil Bayenthal am Rheinufer (Gustav-Heinemann-Ufer 68) beheimatet, wo sie auch eine Wirtschafts- und eine Konsularabteilung unterhielt. Als Residenz der Botschaft, Wohnsitz des Botschafters, diente ein Anwesen im Bad Godesberger Ortsteil Plittersdorf (Germanenstraße 8).
Als die rumänische Regierung sich auf eine längere Präsenz am Regierungssitz Bonn einzustellen begann, plante sie Ende der 1970er-Jahre einen Neubau der Botschaftskanzlei im Bonner Norden. Das neue Botschaftsgebäude entstand unter dem Staatspräsidenten Nicolae Ceaușescu als eine der seinerzeit größten rumänischen Botschaftsbauten unter Einsatz rumänischer Arbeiter. Spätestens 1983 begonnen, war es 1984 fertiggestellt. Die Ansiedlung der rumänischen Botschaft veranlasste das etwa 500 m entfernt an der Graurheindorfer Straße ansässige Bundesministerium des Innern zu einer baulichen Verschärfung seiner Sicherheitsstandards, da Lauschangriffe der Botschaft befürchtet wurden. In der Botschaft bestand eine legale Residentur des rumänischen Geheimdienstes Securitate, die Ausgangsbasis für Anschläge auf emigrierte Staatsangehörige des Landes war.
Im Zuge der Verlegung des Regierungssitzes zog die rumänische Botschaft 2000 nach Berlin um (→ Rumänische Botschaft in Berlin). In Bonn wurde zunächst eine Außenstelle der Botschaft belassen, die kurz darauf in ein Generalkonsulat umgewandelt wurde. Der Konsularbezirk umfasst die Länder Hessen, Nordrhein-Westfalen, Rheinland-Pfalz und Saarland. Das Generalkonsulat ist neben dem Generalkonsul mit drei weiteren Konsuln, einem Polizei- sowie einem Wirtschaftsattaché ausgestattet. Das ehemalige Botschaftsgebäude erfährt auch eine kulturelle Nutzung. Im Frühjahr 2017 wurde nach mehrjährigen Vorplanungen auf dem vormaligen rheinseitigen Gelände des Generalkonsulats eine in Rumänien gefertigte Holzkirche errichtet, die der rumänisch-orthodoxen Kirchengemeinde in Bonn dient und am 1. Dezember 2018 eingeweiht wurde.

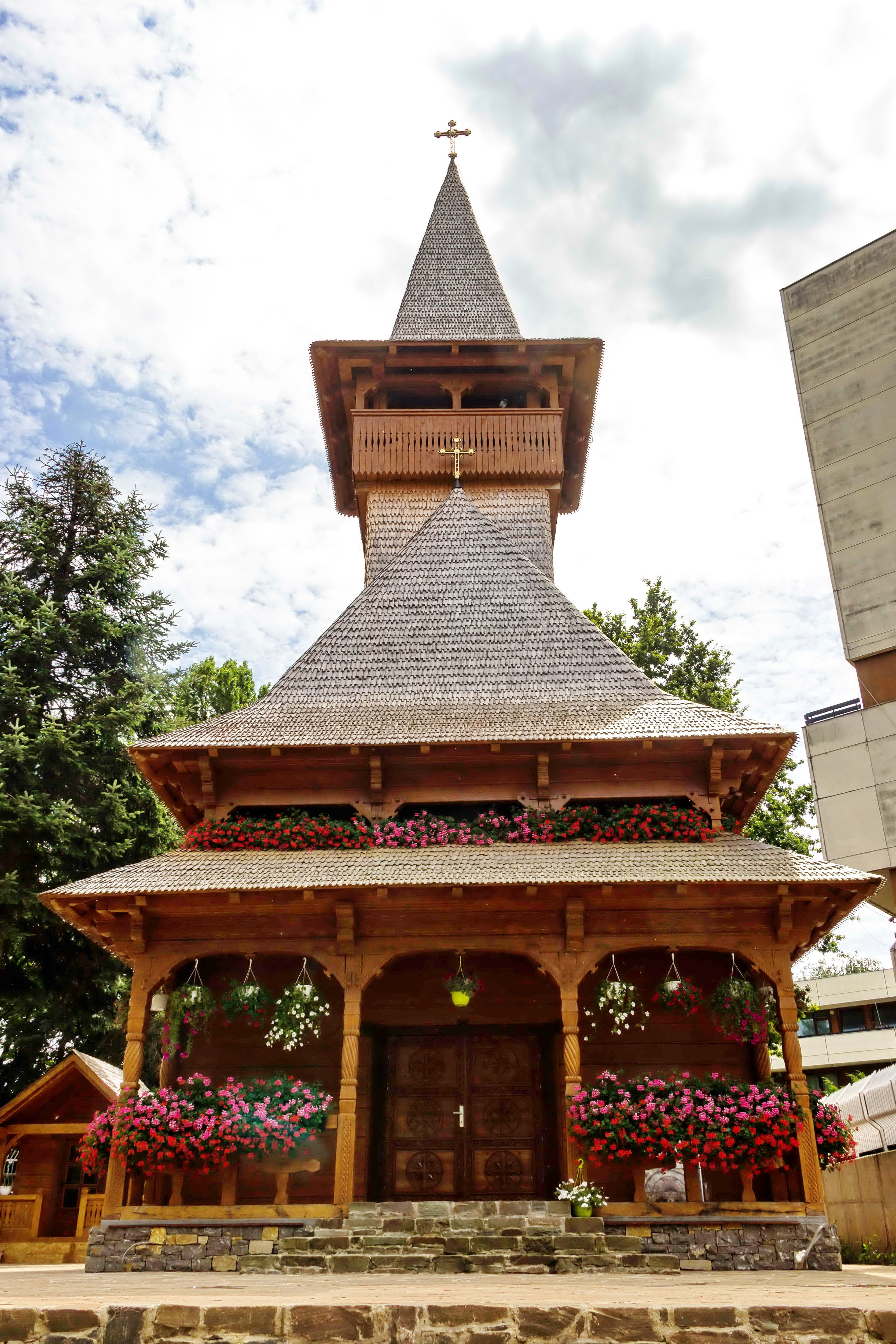
Rumänisch-orthodoxe Holzkirche (2019)

Generalkonsuln nach Amtsantritt:
- 4. Februar 2002: Nicolae Fiser (Amtsende am 31. März 2002)[17][18]
- 1. November 2002: Florin Vodita[19]
- 23. Juli 2007: Vlad Vasiliu[20]
- 29. November 2012: Mihai Botorog[21]
- 15. Mai 2018: Gheorghe Dimitrescu[22]

Am 22. Juli 2015 wurde der zur Volksgruppe der Roma gehörende PSD-Abgeordnete Mădălin Voicu vom stellvertretenden Ministerpräsidenten Gabriel Oprea zum Generalkonsul in Bonn ernannt, konnte sein Amt aber aufgrund einer Rücknahme der Ernennung durch den Ministerpräsidenten Victor Ponta nicht wie vorgesehen am 15. September 2015 antreten.

## Gebäude
Das bis zu neungeschossige ehemalige Botschaftsgebäude beinhaltete sowohl die Kanzlei einschließlich der Empfangsräume der Botschaft als auch die Wohnungen aller Botschaftsangehöriger. Sämtliche Baumaterialien wurden aus Rumänien importiert. Die Empfangsräume sind mit Kristallleuchtern, Marmorfußböden und aufwendigen Holzarbeiten ausgestattet.